# Xã West, Quận Huntingdon, Pennsylvania
Xã West (tiếng Anh: West Township) là một xã thuộc quận Huntingdon, tiểu bang Pennsylvania, Hoa Kỳ. Năm 2010, dân số của xã này là 571 người.